# La Revanche des dragons verts
Pour plus de détails, voir Fiche technique et Distribution.
La Revanche des dragons verts est un film policier américano-hongkongais d'Andrew Lau et Andrew Loo, sorti en 2014. Martin Scorsese y officie en tant que producteur exécutif . Ce film est basé sur un article du journaliste Fredric Dannen .

## Synopsis
Deux frères, Sonny et Steven, récemment arrivés de Chine, survivent dans le New York des années 80. Une Chinoise du gang des « Dragons verts » prend sous son aile les deux jeunes. Ils rejoindront le gang et tout en grandissant, monteront dans la hiérarchie. Mais peu à peu Sonny prendra de la distance avec le gang et son frère au péril de sa vie...

## Fiche technique
- Titre original : Revenge of the Green Dragons
- Titre québécois : La Vengeance des dragons verts
- Réalisation : Andrew Lau et Andrew Loo
- Scénario : Michael Di Jiacomo
- Direction artistique : Tom Gleeson
- Casting : Avy Kaufman
- Décors : Ermanno Di Febo-Orsini
- Costumes : Liz Vastola, Elisabeth Vastola
- Photographie : Martin Ahlgren
- Montage : Michelle Tesoro
- Musique : Mark Kilian
- Production : Allen Bain, Michael Bassick, Stuart Ford et Jesse Scolaro, Martin Scorsese (producteur exécutif)
- Société(s) de production : The 7th Floor, Artfire Films, IM Global Octane et Initial A Entertainment
- Société(s) de distribution :
- Pays d’origine :  États-Unis/ Hong Kong
- Langue originale : Anglais
- Format : couleur - 2,35:1 – son Dolby Digital 5.1
- Genre : Film de gangsters
- Durée : 94 minutes
- Dates de sortie  :  
  -  Canada : 10 septembre 2014 (Festival international du film de Toronto)
  -  États-Unis : 11 septembre 2014 (VOD)
- Date de sortie DVD : 3 mars 2015  France

## Distribution
- Ray Liotta : Michael Bloom
- Justin Chon : Sonny
- Harry Shum Jr : Paul Wong
- KevJumba : Steven
- Billy Magnussen : le détective Boyer
- Eugenia Yuan : Snakehead Mama